# بوزور آشور الأول
بوزور آشور الأول ملك آشوري حكم في فترة تاريخية غير معروفة بالتحديد ولكنها على مقربة من سنة 2000 قبل الميلاد.
حيث جاء وفق قوائم ملوك آشور بعد الملك أكيا وخلفه شالم أخي. وقد عرف فقط من خلال مكانه في قوائم ملوك آشور والأشارة له في بعض نقوش الملوك الذين جاؤا بعده وهم (ابنه وخليفته شالم أخي وفي وقت لاحق بعد ذلك بكثير آشور ريم نشيشو وشلمنصر الثالث). هؤلاء الملوك اللاحقين كانوا قد ذكروه كونه من بين الملوك الذين جددوا بناء أسوار مدينة آشور التي بدأها الملك كيكيا.
قد يكون مع بوزور آشور ومعنى اسمه «عبد آشور» قد بدأت السلالة الآشورية التي استمرت لثمانية أجيال حتى إيريشوم الثاني، التي أطاح بها شمشي أدد الأول.